# Seznam anglických spisovatelů
Seznam anglických spisovatelů uvádí spisovatele, kteří působili na současném anglickém území či se hlásili k anglické národnosti. Kritériem pro uvedení spisovatele v seznamu je jeho významnost podle hledisek Wikipedie.

## A
- Ben Aaronovitch (* 1964), spisovatel a scenárista, autor série městských fantasy románů
- Joe Abercrombie (* 1974), spisovatel fantasy
- Dan Abnett (* 1965), romanopisec, autor komiksů
- Douglas Adams (1952–2001), spisovatel, dramatik, humorista a hudebník
- Joseph Addison (1672–1719), novinář, básník, dramatik
- Aelfric, ve staré angličtině Ælfrīc (asi 950–asi 1010), staroanglický prozaik
- Mark Akenside (1721–1770), preromantický básník
- Kingsley Amis (1922–1995), spisovatel, básník a kritik
- Richard Armstrong (1903–1986), autor knih pro dospělé i pro děti a mládež
- Jane Austenová (1775–1817), spisovatelka, představitelka tzv. rodinného románu

## B
- Clive Barker (* 1952), spisovatel žánru hororu a dark fantasy
- Julian Barnes (* 1946), postmoderní prozaik, držitel Man Bookerovy ceny za román Vědomí konce
- Beda Venerabilis (asi 672–735), mnich, patron anglických spisovatelů a historiků
- Francis Beaumont (1584–1616), alžbětinský dramatik
- William Thomas Beckford (1760–1844), preromantický spisovatel,
- Mark Billingham (* 1961), herec, spisovatel detektivních románů
- William Blake (1757–1827), malíř, básník a tiskař
- Malcolm Bradbury (1932–2000), spisovatel, satirik, scenárista, vysokoškolský učitel
- John Braine (1922–1986), scenárista a romanopisec
- Anne Brontëová (1820–1849), romanopiskyně a básnířka
- Emily Brontëová (1818–1848), romanopiskyně a básnířka
- Charlotte Brontëová (1816–1855), spisovatelka a básnířka
- Hester Burtonová (1913–2000), prozaička, autorka historických románů pro mládež
- George Gordon Byron (1788–1824), básník, přední představitel romantismu v literatuře

## C
- Cædmon (2. polovina 7. století), první známý staroanglický (anglosaský) básník
- Elias Canetti (1905–1994), teoretik společenských věd a humanista, nositel Nobelovy ceny za literaturu z roku 1981
- Humphrey Carpenter (1946–2005), rozhlasový moderátor, životopisec, autor dětské literatury, historik a novinář
- Lewis Carroll, vlastním jménem Charles Lutwidge Dodgson (1832–1898), matematik a fotograf, autor dětské literatury
- Angela Carterová (1940–1992), spisovatelka a novinářka
- John Clare (1793–1864), romantický básník
- Arthur C. Clarke (1917–2008), autor sci-fi literatury
- Stephen Clarke (1958), spisovatel, humorista a novinář
- James Clavell (1924–1994), spisovatel romanopisec, scenárista, filmový producent a režisér
- John Cleland (1709–1789), spisovatel, romanopisec, dramatik a novinář
- Joseph Conrad, vlastním jménem Józef Teodor Konrad Korzeniowski (1857–1924), prozaik
- Samuel Taylor Coleridge (1772–1834), básník
- Wilkie Collins (1824–1889), prozaik a dramatik, autor senzačních románů
- William Collins (1721–1759), básník
- Susan Cooperová (* 1935), spisovatelka fantasy
- Bernard Cornwell (* 1944), romanopisec
- William Cowper (1731-1800), preromantický básník
- John Creasey (1908-1973), autor detektivních a sci-fi románů
- John Cunningham (1729–1773), básník a dramatik
- Cynewulf (2. polovina 8. století), staroanglický (anglosaský) básník

## D
- Lindsey Davisová (* 1949), autorka historických detektivních románů odehrávajících se v antickém Římě
- Daniel Defoe (1660–1731), spisovatel a novinář, autor románu Robinson Crusoe
- Thomas Dekker (1572–1632), alžbětinský dramatik
- Joe Dever (1956–2016), spisovatel fantasy a herní designér
- Charles Dickens (1812–1870)
- Monica Dickensová (1915–1992)
- Arthur Conan Doyle (1859–1930),
- Daphne du Maurier (1907–1989), autorka dobrodružných románů využívajících gotické, hororové či vědecko-fantastické motivy
- Gerald Durrell (1925–1995)

## F
- John Meade Falkner (1858–1932)
- James Gordon Farrell (1935–1979), romanopisec
- Henry Fielding (1707–1754)
- Ian Fleming (1908–1964)
- John Fletcher (1579–1625), alžbětinský dramatik
- Dick Francis (1920–2010), autor detektivek z prostředí dostihů

## G
- Neil Gaiman (* 1960), autor fantasy literatury
- John Galsworthy (1867–1933)
- David Gemmell (1948–2006), autor fantasy literatury
- Geoffrey z Monmouthu (okolo 1100 – asi 1155)
- William Godwin (1756–1836), filosof a spisovatel
- Oliver Goldsmith (1728–1774), preromantický prozaik, básník a dramatik irského původu
- Richard Gordon (1921–2017), autor knih z lékařského prostředí
- Thomas Gray (1716–1771) preromantický básník
- Simon R. Green (* 1955), autor sci-fi literatury
- Graham Greene (1904–1991)
- Robert Greene (asi 1558 1592), alžbětinský dramatik

## H
- Arthur Hailey (1920–2004), romanopisec
- William Hazlitt (1778-1830), esejista
- James Herriot (1916–1995), humorista
- Thomas Heywood (asi 1574–1641), alžbětinský dramatik
- Robert Holdstock (1948–2009), spisovatel fantasy
- Leigh Hunt (1784–1859), básník a esejista
- Aldous Huxley (1894–1963), romanopisec, esejista a kritik

## Ch
- A. Bertram Chandler (1912–1984)
- Thomas Chatterton (1752–1770)
- Geoffrey Chaucer (1340–1400)
- Gilbert Keith Chesterton (1874–1936)
- Agatha Christie (1890–1976)
- John Christopher (1922-2012)

## I
- Kazuo Ishiguro (* 1954), romanopisec

## J
- Henry James (1843–1916), anglo-americký dramatik a literární kritik
- Montague Rhodes James (1862–1936), literární historik a autor strašidelných povídek
- P. D. Jamesová (* 1920), spisovatelka detektivních příběhů
- Ben Jonson (1572–1637), alžbětinský dramatik
- James Joyce (1882–1941), irský spisovatel

## K
- George Keate (1729–1797), básník a spisovatel
- John Keats (1795–1821), básník
- William King (* 1959), autor fantasy literatury
- Rudyard Kipling (1865–1936), prozaik, nositel Nobelovy ceny
- Thomas Kyd (1558–1594), alžbětinský dramatik

## L
- Charles Lamb (1775–1834), esejista
- Eric Lambert (1918–1966)
- William Langland (asi 1330 – asi 1390), středoanglický básník
- David Herbert Lawrence (1885–1930)
- Layamon (kolem 1190), středoanglický básník
- Robert Leeson (1928–2013), autor knih pro děti a mládež
- Matthew Gregory Lewis (1775—1818), preromantický spisovatel
- Clive Staples Lewis (1898—1963), spisovatel, básník, vysokoškolský učitel, historik, autor fantasy knih
- Brian Lumley (1937–2024), spisovatel fantasy hororu
- John Lyly (asi 1554–1606) alžbětinský dramatik

## M
- James Macpherson (1736–1796), anglicky píšící skotský preromantický básník, spisovatel a politik
- Ian R. MacLeod (* 1956), spisovatel, romanopisec, autor sci-fi a fantasy
- Christopher Marlowe (1564–1593), alžbětinský dramatik
- John Marston (1576–1634), ažbětinský dramatik
- Philip Massinger (1583–1640), alžbětinský dramatik
- Charles Robert Maturin (1780–1824), preromantický prozaik a dramatik.
- William Somerset Maugham (1874–1965)
- China Miéville (* 1972), autor sci-fi literatury
- Alexander A. Milne (1882–1956), básník a autor literatury pro děti
- Michael Moorcock (* 1939), spisovatel science fiction a fantasy literatury
- Thomas More (1478–1535), autor náboženské literatury
- James Justinian Morier (1780–1849),
- John Morressy (1930–2006), autor fantasy literatury
- Iris Murdochová (1919–1999), filozofka a spisovatelka

## N
- Edith Nesbit (1858–1924), spisovatelka literatury pro děti a mládež
- Jenny Nimmová (* 1944), spisovatelka literatury pro děti a mládež, fantasy a dobrodružné literatury

## O
- George Orwell (1903–1950)
- John Osborne (1929–1994)

## P
- William Painter (asi 1540 – únor 1594)
- Thomas Parnell (1679–1718)
- Ann Philippa Pearceová (1920–2006)
- Thomas Percy (1729–1811), preromantický básník
- Caryl Phillips (* 1958), britský černošský spisovatel karibského původu
- DBC Pierre, vlastním jménem Peter Finlay (* 1961)
- Rosamunde Pilcherová (* 1924)
- Harold Pinter (1930–2008), dramatik a básník
- Terry Pratchett (1948–2015), spisovatel věnující se převážně žánru fantasy
- Chris Priestley (* 1958), spisovatel a ilustrátor, autor hororové literatury určené dětem a mládeži
- Philip Pullman (* 1946), spisovatel fantasy

## R
- Arthur Ransome (1884–1967), spisovatel a novinář, autor série knih pro děti (Boj o ostrov a další)
- Clara Reevová (1729-1807), preromantická spisovatelka
- Alastair Reynolds (* 1966), autor sci-fi literatury
- Samuel Richardson (1689–1761), tiskař, vydavatel a preromantický spisovatel
- Joanne Rowlingová (* 1965)
- Nicholas Royle (* 1963)
- Salman Rushdie (* 1947), politický spisovatel
- Bertrand Russell (1872–1970), matematik, filozof, logik a spisovatel
- Eric Frank Russell (1904-1978), autor science fiction
- Anthony Ryan (* 1970), autor science fiction a fantasy

## S
- Oliver Sandys (1886–1964), pseudonym který používala Laura Marguerite Florence Jervisová
- Seamark (1894–1929), autor detektivních románů
- Walter Scott (1771–1832)
- William Shakespeare (1564–1616)
- George Bernard Shaw (1856–1950)
- Percy Bysshe Shelley (1792–1822), básník
- Richard Brinsley Sheridan (1751–1816), dramatik
- Alexander McCall Smith (* 1948), romanopisec, autor knih pro děti
- Robert Southey (1774–1843), básník
- Olaf Stapledon (1886–1950), filozof a autor sci-fi
- Anna Stothardová (*1983), spisovatelka, scenáristka a publicistka
- Jonathan Stroud (*1970), autor fantasy pro děti a mládež
- Graham Swift (* 1949), romanopisec, autor povídek
- Jonathan Swift (1667–1745), spisovatel, satirik, pamfletista a básník

## T
- Philip Thicknesse (1719–1792)
- James Thomson (1700–1748), preromantický básník a dramatik skotského původu
- John Ronald Reuel Tolkien (1892–1973)

## W
- Robert Wace (kolem 1100-po 1174), anglonormanský básník.
- John Wain (1925–1994)
- Horace Walpole (1717–1797), preromantický prozaik
- Joseph Warton (1722–1800), preromantický básník a literární kritik
- Thomas Warton (1728–1790), preromantický básník a literární kritik
- Herbert George Wells (1866–1946)
- Henry Kirke White (1785-1806), romantický básník
- Terence Hanbury White (1906-1964), spisovatel fantasy
- Virginia Woolfová (1882–1941)
- John Wyndham (1903–1969)
- Wulfstan (zemřel roku 1023)

## Y
- Samuel Youd - viz John Christopher